# SAMAK
El Comité de Cooperación Nórdico del Movimiento Obrero (en danés: Arbejderbevægelsens nordiske samarbejdskommitté, en finés: Pohjoismaiden työläisliikkeen yhteistyökomitea, en bokmål noruego: Arbeiderbevegelsens nordiske samarbeidskomité, en sueco: Arbetarrörelsens nordiska samarbetskommitté), conocido por su abreviación SAMAK, es una alianza de todos los partidos socialdemócratas y organizaciones sindicales de los países nórdicos, incluidos Groenlandia, las Islas Feroe y Åland, que agrupa a cinco millones de afiliados entre partidos políticos y confederaciones sindicales. Actualmente, el presidente del comité es Jonas Gahr Støre, líder del Partido Laborista noruego y el secretario general es el exministro noruego del trabajo, Jan-Erik Støstad.
El comité se formó durante el primer Congreso de Trabajadores Escandinavos en Gotemburgo en 1886.
SAMAK celebra un congreso cada cuatro años.

## Organizaciones miembros
Dinamarca

La rosa roja, símbolo común de la socialdemocracia. Casi todos los partidos miembros usan la rosa roja como su logotipo o símbolo.

- Confederación de Sindicatos de Dinamarca
- Partido Socialdemócrata

    Islas Feroe

     • Partido de la Igualdad

    Groenlandia

     • Siumut

 Finlandia
- Organización Central de Sindicatos de Finlandia
- Partido Socialdemócrata de Finlandia

    Åland

     • Socialdemócratas de Åland

 Islandia
- Alianza Socialdemócrata
- Confederación del Trabajo de Islandia

 Noruega
- Confederación de Sindicatos de Noruega
- Partido Laborista

 Suecia
- Confederación de Sindicatos Suecos
- Partido Socialdemócrata Sueco

## Otras lecturas
- Mirja Österberg. 2019. "‘Norden’ as a Transnational Space in the 1930s: Negotiated Consensus of ‘Nordicness’ in the Nordic Cooperation Committee of the Labour Movement." en Labour, Unions and Politics under the North Star: The Nordic Countries, 1700-2000. Berghahn.